# Schoenus setiformis
Schoenus setiformis là loài thực vật có hoa trong họ Cói. Loài này được S.T.Blake miêu tả khoa học đầu tiên năm 1948.